# Krasny Most
Krasny Most (russisch Красный Мост, zu deutsch Rote Brücke) ist ein Dorf (chutor) in Südrussland. Es gehört zur autonomen Republik Adygeja und hat 274 Einwohner (Stand 2019). Im Ort gibt es drei Straßen. Krasny Most liegt 13 Straßenkilometer nordwestlich von Tulski (dem Verwaltungszentrum des Bezirks). Sadowy ist die nächstgelegene ländliche Ortschaft.